# Тарханы (Новобурасский район)
Тарха́ны — село в Новобурасском районе Саратовской области. Входит в состав Тепловского муниципального образования.

## География
Село находится на правом берегу реки Чардым, на расстоянии примерно 33 км к юго-востоку от посёлка городского типа Новые Бурасы, административного центра района.

### Часовой пояс
Село Тарханы, как и вся Саратовская область, находится в часовой зоне МСК+1. Смещение применяемого времени относительно UTC составляет +4:00.

## История
Село основано в 1841 году. В канун отмены крепостного права в деревне насчитывалось 19 дворов и 170 жителей, в 1910 году — 53 двора и 289 жителей. В 1944 году через Тарханы прошла железнодорожная ветка, а на юге появилась одноимённая станция, чей пристанционный посёлок ныне входит в состав Саратовского района.

## Население
| 2010 |
| ---- |
| 47   |

### Национальный состав
Согласно результатам переписи 2002 года, в национальной структуре населения русские составляли 83 % из 47 чел.